# (4328) Valina
(4328) Valina – planetoida z pasa głównego asteroid okrążająca Słońce w ciągu 3,5 roku w średniej odległości 2,3 j.a. Odkrył ją 18 września 1982 roku Henri Debehogne w Obserwatorium La Silla. Nazwa planetoidy pochodzi od astronomki Waliny Arkadiewny Andrejczenko (i jej córki Aliny), która współpracowała z odkrywcą w ramach programu Tomsk-Observatory-Brussels-Program.